# آقای همه‌چیزدان
«آقای همه‌چیزدان» (به انگلیسی: Mr. Know It All) تک‌آهنگی از کلی کلارکسون است که در ۵ سپتامبر ۲۰۱۱ منتشر شد.
این تک‌آهنگ در چارت‌های استرالیا، در رتبه اول و در چارت‌های ، لهستان، اسکاتلند، نیوزلند جزو ده ترانه اول قرار گرفت.